# Лісабонський метрополітен
Лісабонський метрополітен (порт. Metropolitano de Lisboa) — один з видів міського транспорту в Лісабоні. Метро в Португалії є ще у місті Порту. Перший португальський метрополітен було відкрито 29 грудня 1959 року. На сьогодні побудовано 4 лінії (Синя, Жовта, Зелена та Червона) загальною довжиною понад 44,2 км, що нараховують 56 станцій (з них 4 вузлові), які обслуговують приблизно 0,5 млн пасажирів щодня. Вартість квитка залежить від зони (для першої зони становить 0,75 євро, для другої — 1,05 євро). Лісабонське метро зв'язує португальську столицю з двома іншими містами — Амадора та Одівелаш (обидва належать до другої зони). Рух поїздів — лівосторонній.

## Історія

### До націоналізації
Ще у 1888 році португальський інженер Енріке де Ліма і Кунья (порт. Henrique de Lima e Cunha) запропонував проєкт підземної залізниці Лісабона, який було опубліковано у журналі «Громадське будівництво і шахти» (порт. Obras Públicas e Minas). Проєкт являв собою мережу з кількох ліній, яка охоплювала ціле місто. Пізніше, вже у 20-х роках 20 століття була інша спроба започаткувати метро у Лісабоні. Але обидва проєкти було відкинуто.
Після Другої світової війни, в якій Португалія була нейтральною країною, почалося відновлення національної економіки і, в тому числі завдяки плану Маршалла, будівництво Лісабонського метро отримало новий імпульс, і цього разу втілюється у життя. 26 січня 1948 року було створене товариство з метою вивчення технічної та економічної доцільності будівництва метрополітену у місті.

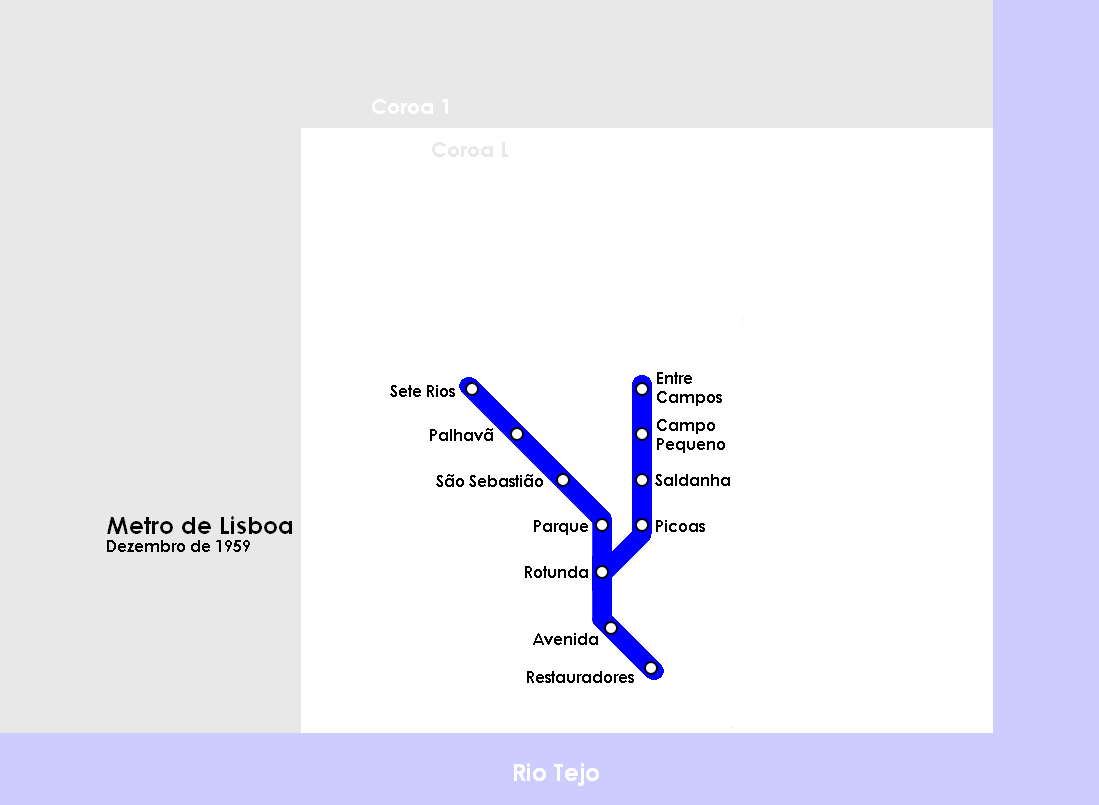
Діаграма у грудні 1959 року

Роботи з будівництва було розпочато 7 серпня 1955 року і вже через 4 роки, 29 грудня 1959 року було відкрито перший відрізок Лісабонського метрополітену. Єдина на той час лінія нагадувала латинську літеру «Y», яка з'єднувала станції «Рештаурадореш» (порт. Restauradores) та «Ротунда» (порт. Rotunda) (сьогодні остання має назву «Маркеш-де-Помбал»), де лінія розділялася на 2 гілки: перша — до станції «Ентре-Кампуш» (порт. Entre Campos), друга — до станції «Сете-Ріуш» (порт. Sete Rios) (сьогодні остання називається «Жардін-Зооложіку»).
Новий вид транспорту був добре сприйнятий мешканцями міста і вже у перший рік експлуатації Лісабонський метрополітен перевіз понад 15 млн пасажирів. Метрополітен сприяв виникненню нових урбаністичних об'єднань та послуг уздовж прокладеної лінії. У 1963 році було відкрито відрізок між станціями «Рештаурадореш» та «Росіу» (порт. Rossio). У 1966 році відрізок було подовжено від станції «Росіу» до станції «Анжуш» (порт. Anjos), а у 1972 — до станції «Алваладе» (порт. Alvalade).

### Після націоналізації
В період 1972—1988 роки не було відкрито жодної нової станції. Революція гвоздик, що відбулася в країні у 1974 році, спричинила зміну форми правління підприємства. Так, у 1975 році Лісабонський метрополітен було націоналізовано. Нове керівництво почало змінювати станції, головним чином за рахунок їхнього розширення (станції змогли приймати 4 замість 2 вагонів, як це було раніше).
У кінці 80-х років з'являються два нових відрізка метрополітену: між станціями «Сете-Ріуш» і «Колежіу-Мілітар/Луж» (порт. Colégio Militar/Luz), між «Ентре-Кампуш» і «Сідаде-Універсітарія» (порт. Cidade Universitária). Відбувалось поступове розширення ліній; так, у 1993 році були відкриті відрізки між станціями «Сідаде-Універсітарія» і «Кампу-Гранде» (порт. Campo Grande). У 1995 році лінії було розділено; Лінія «А» (сьогодні Синя) і Лінія «B» (сьогодні Жовта) з'єднувались на станції «Ротунда» і потім розходились: перша в напрямку «Колежіу-Мілітар/Луж», друга — «Кампу-Гранде». Це було зроблено з метою кращої структуризації ліній. У 1997 році відкривається новий відрізок на Лінії «А» між станціями «Колежіу-Мілітар/Луж» та «Понтінья» (порт. Pontinha), на лінії «B» — між станціями «Ротунда» і «Рату» (порт. Rato). В кінці цього ж року (1997) було утворено Лінію «С» (сьогодні це Зелена лінія), яка починалась з новозбудованої станції «Байша-Шіаду» (порт. Baixa-Chiado) і закінчувалась на станції «Кампу-Гранде», проходячи через станцію «Росіу», яка вже не належала до Лінії «А».

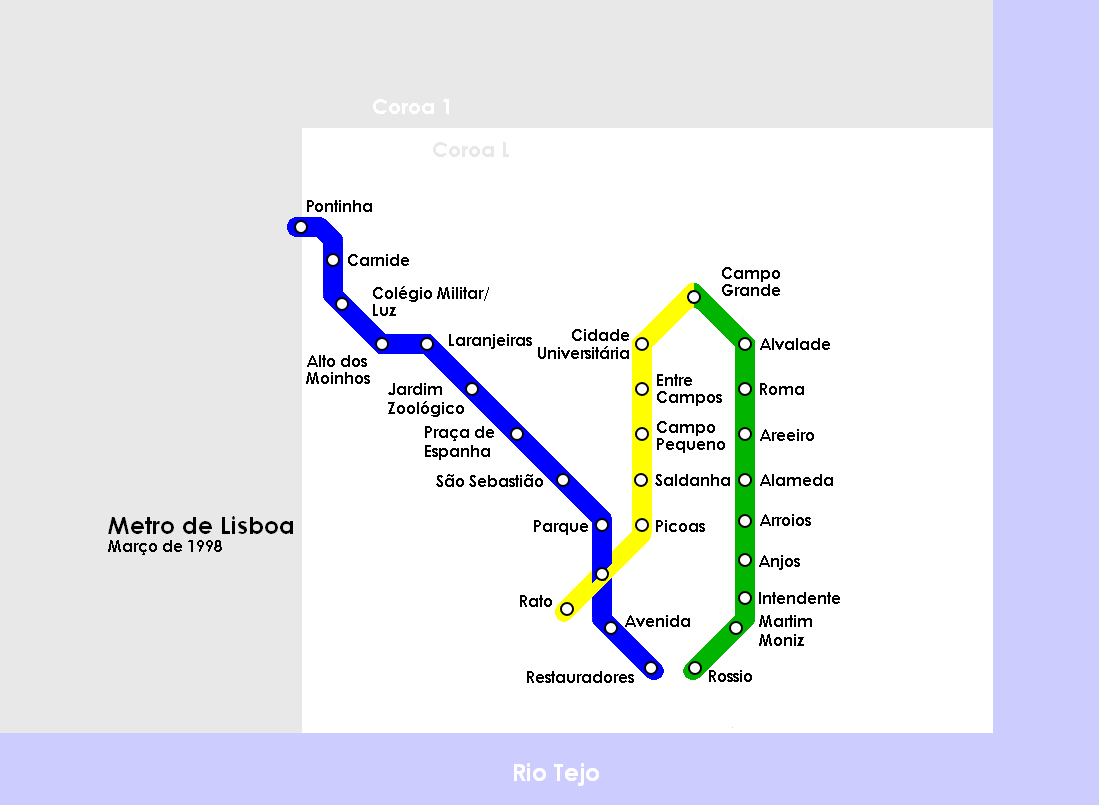
Діаграма у березні 1998 року

В цей час змінюється назва деяких станцій: «Маркеш-де-Помбал» замість «Ротунди», «Мартін-Моніж» (порт. Martim Moniz) замість «Сокорру», «Праса-де-Ешпанья» (порт. Praça de Espanha) замість «Пальява» та «Жардін-Зооложіку» замість колишньої «Сете-Ріуш».
1998 рік був дуже важливим для португальської столиці, оскільки саме в цьому році у східній частині міста відбувалась міжнародна експозиція присвячена океанам EXPO'98. Лісабонський метрополітен не міг залишитися осторонь від проведення такої знаменної події і, в травні 1998 року відкривається четверта лінія — Лінія «D» (сьогодні це Червона лінія). Це була і є єдиною на сьогодні лінією у Лісабоні, що була збудована з нуля. Починалась вона на станції «Аламеда» (порт. Alameda) Лінії «C» і закінчувалась станцією «Оріенте» (порт. Oriente), що знаходиться в Парку Націй, де і проводилось EXPO'98. На Лінії «A» було відкрито новий відрізок від станції «Рештаврадореш» до «Байша-Шіаду», а на лінію «C» було продовжено від станції «Байша-Шіаду» до станції «Кайш-ду-Содре» (порт. Cais do Sodré), яка мала перехід до річкового порту. Саме у такій конфігурації Лісабонський метрополітен зустрів третє тисячоліття.

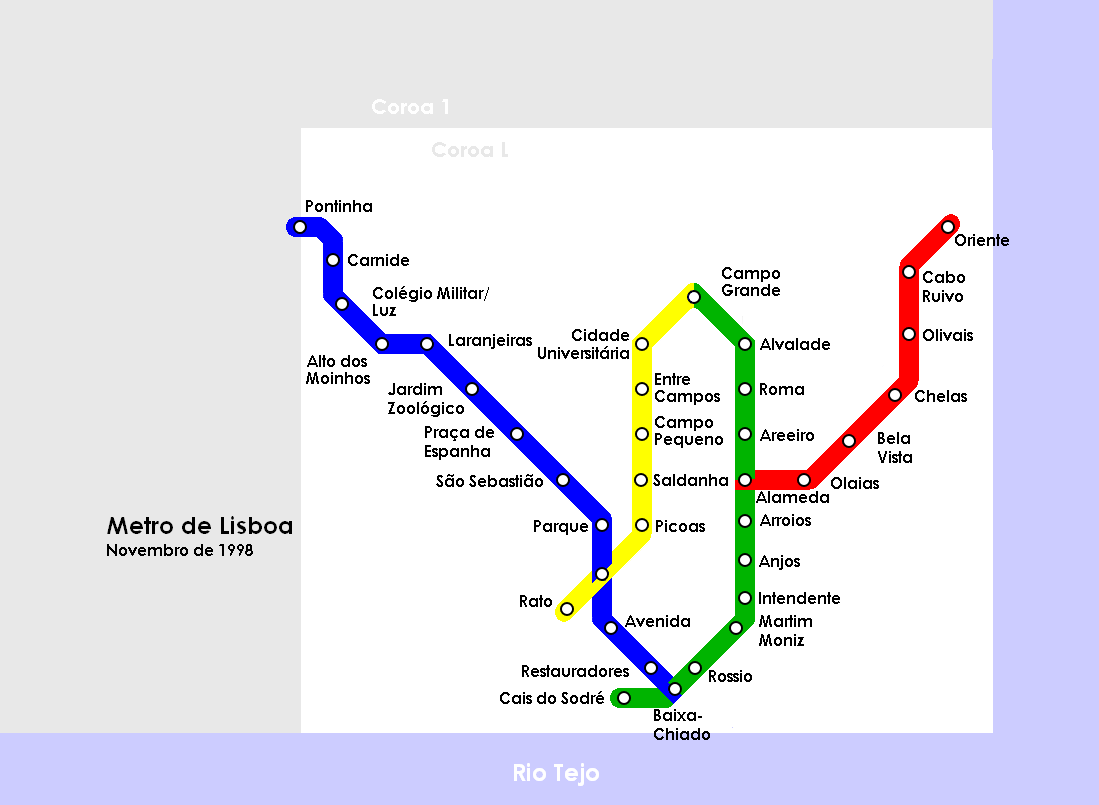
Схема метро у листопаді 1998 року

Назви усіх ліній було змінено: Лінія «A» отримала назву Синьої або Чайки (порт. Linha da Gaivota), Лінія «B» — Жовтої або Соняшника (порт. Linha do Girassol), Лінія «С» — Зеленої або Каравели (порт. Linha da Caravela), Лінія «D» — Червоної або Сходу (порт. Linha do Oriente). Але не зважаючи на нові назви, у народі лінії називають за їхніми кольорами. У 2002 році Зелену лінію було продовжено до станції «Тельєйраш» (порт. Telheiras), а вже за два роки, у 2004, Лісабонський метрополітен виходить за географічні межі міста; спочатку у березні, коли Жовту лінію було добудовано у північному напрямку до станції «Одівелаш» (порт. Odivelas), та в травні того ж року, коли Синю лінію було подовжено у західному напрямку до станції «Амадора-Еште» (порт. Amadora Este). Таким чином, метро з'явилось і в лісабонських передмістях — Одівелаші та Амадорі.
19 грудня 2007 року, через 11 років після початку будівництва, було нарешті відкрито відрізок між станціями «Байша-Шіаду» та «Санта-Аполонія» (порт. Santa Apolónia). Ця затримка (початковий проєкт передбачав відкриття відрізку ще до EXPO'98) головним чином пов'язана із рівнем ґрунтових вод нижньої частини міста. У 2000 році, коли закінчення об'єкта планувалось у трирічний термін, у тунелях почала з'являтись вода у погрозливій кількості, що і спричинило відставання від графіку. У свій час навіть було припинено автомобільний рух над тунелями в районі Комерційної площі. Довелось будувати новий тунель усередині початкового.

## Лінії

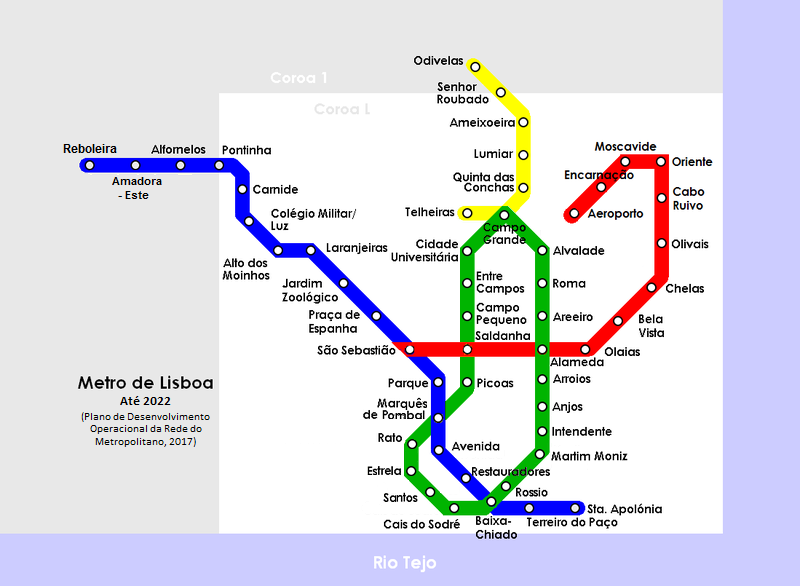
Планується до 2022 року

| Лінії | Лінії   | Кінцеві станції                | Відкриття перших відрізків | Довжина | К-сть станцій |
| ----- | ------- | ------------------------------ | -------------------------- | ------- | ------------- |
|       | Синя    | «Реболейра» ↔ «Санта-Аполонія» | 1959                       | 13,7 км | 18            |
|       | Жовта   | «Одівелаш» ↔ «Рату»            | 1959                       | 11 км   | 13            |
|       | Зелена  | «Кайш-ду-Содре» ↔ «Тельєйраш»  | 1963                       | 9 км    | 13            |
|       | Червона | «Сан-Себаштьяу» ↔ «Аеропорто»  | 1998                       | 11,5    | 12            |

## Перспективи розвитку
У планах розвитку Лісабонського метрополітену 2010-2020 побудувати дві додаткові станції — ділянку між кінцевими станціями жовтої (Рату) та зеленої (Кайш ду Содре) лініями. Таким чином буде створено кільцеву зелену лінію.

## Оплата проїзду
Вартість одноразового квитка становить €1.65 і не залежить від дистанції та кількості пересадок. Квиток є дійсним протягом однієї години з моменту його валідації. Є абонемент, який діє протягом 24 годин, він коштує €6.60. До того ж, можна скористатися безконтактними картами, що поповнюються, вартістю € 0.50. У такому разі поїздка коштує €1.47.
Діти віком до 4 років можуть безкоштовно користуватися метро Лісабона. Діти з 4 до 12 років можуть оформити спеціальну картку Navegante 12 та користуватися громадським транспортом Лісабона безкоштовно.

## Галерея

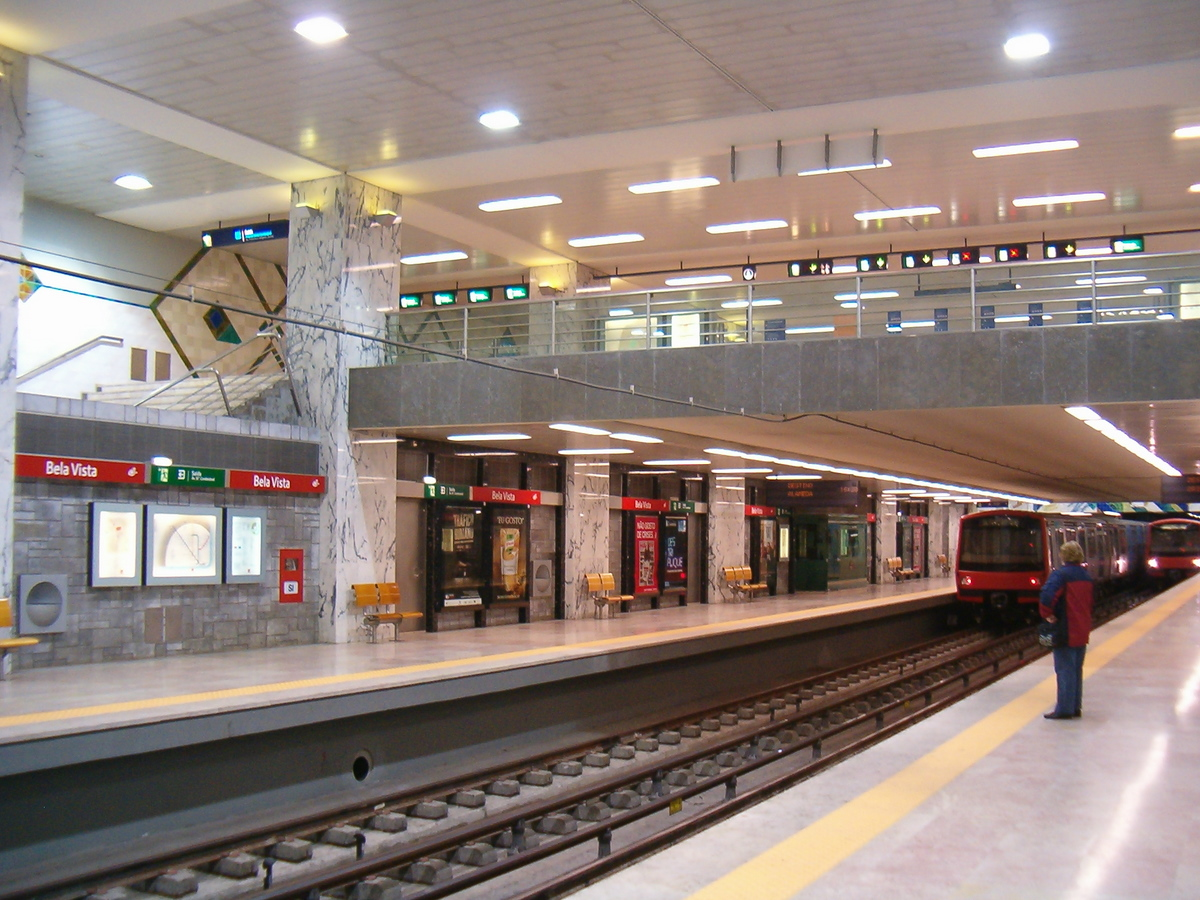
Станція «Бела-Вішта»
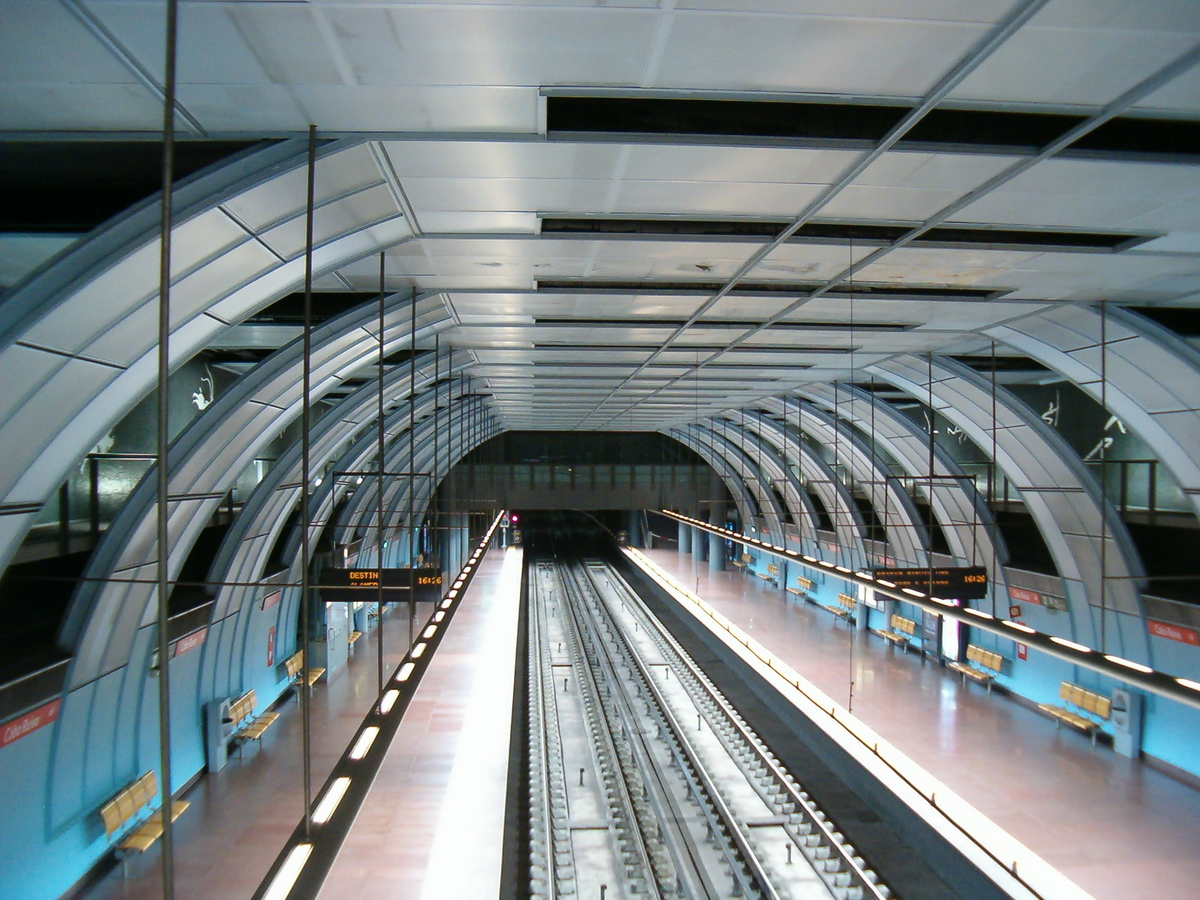
Станція «Кабу-Руйву»
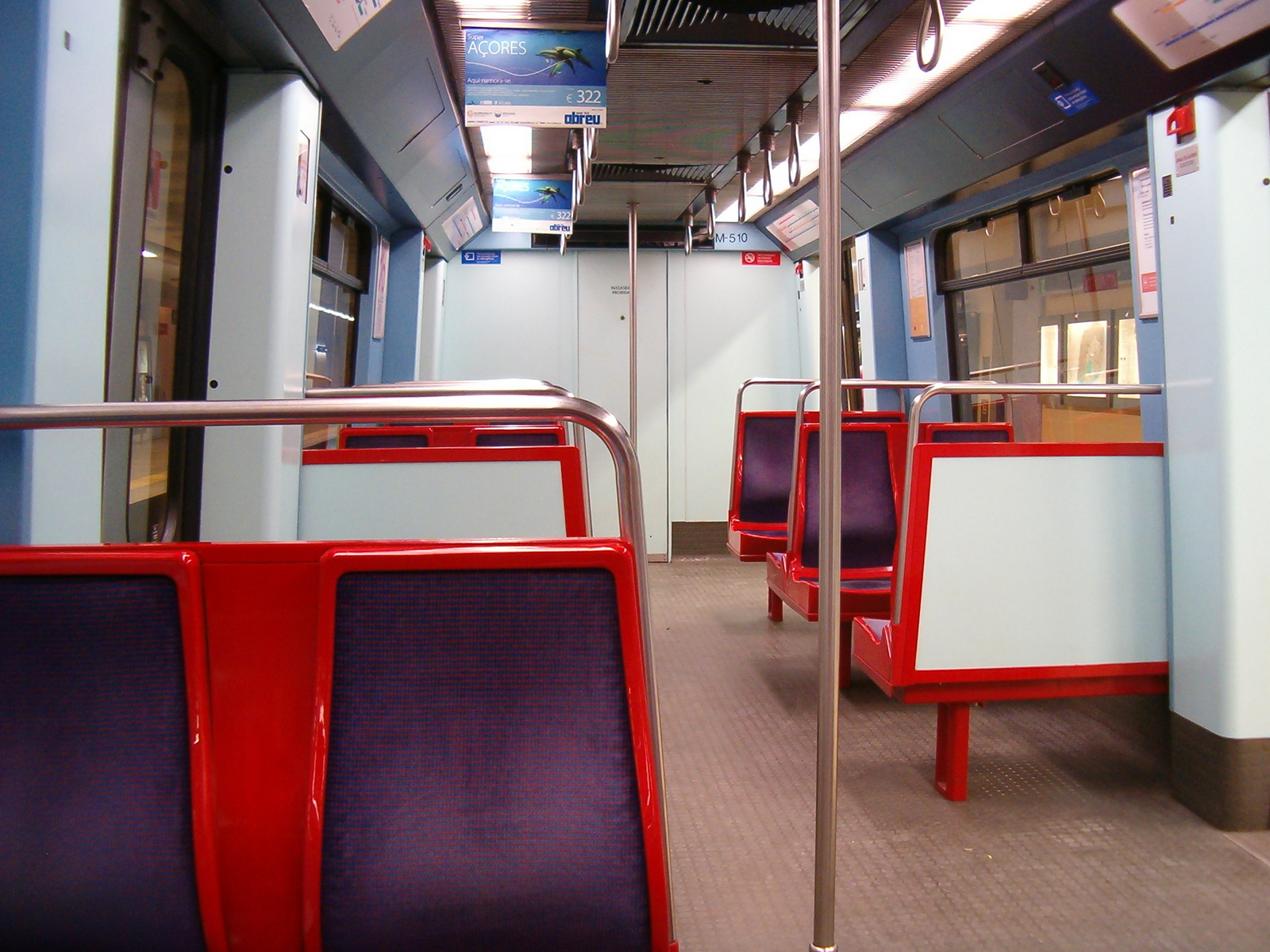
Всередині поїзда
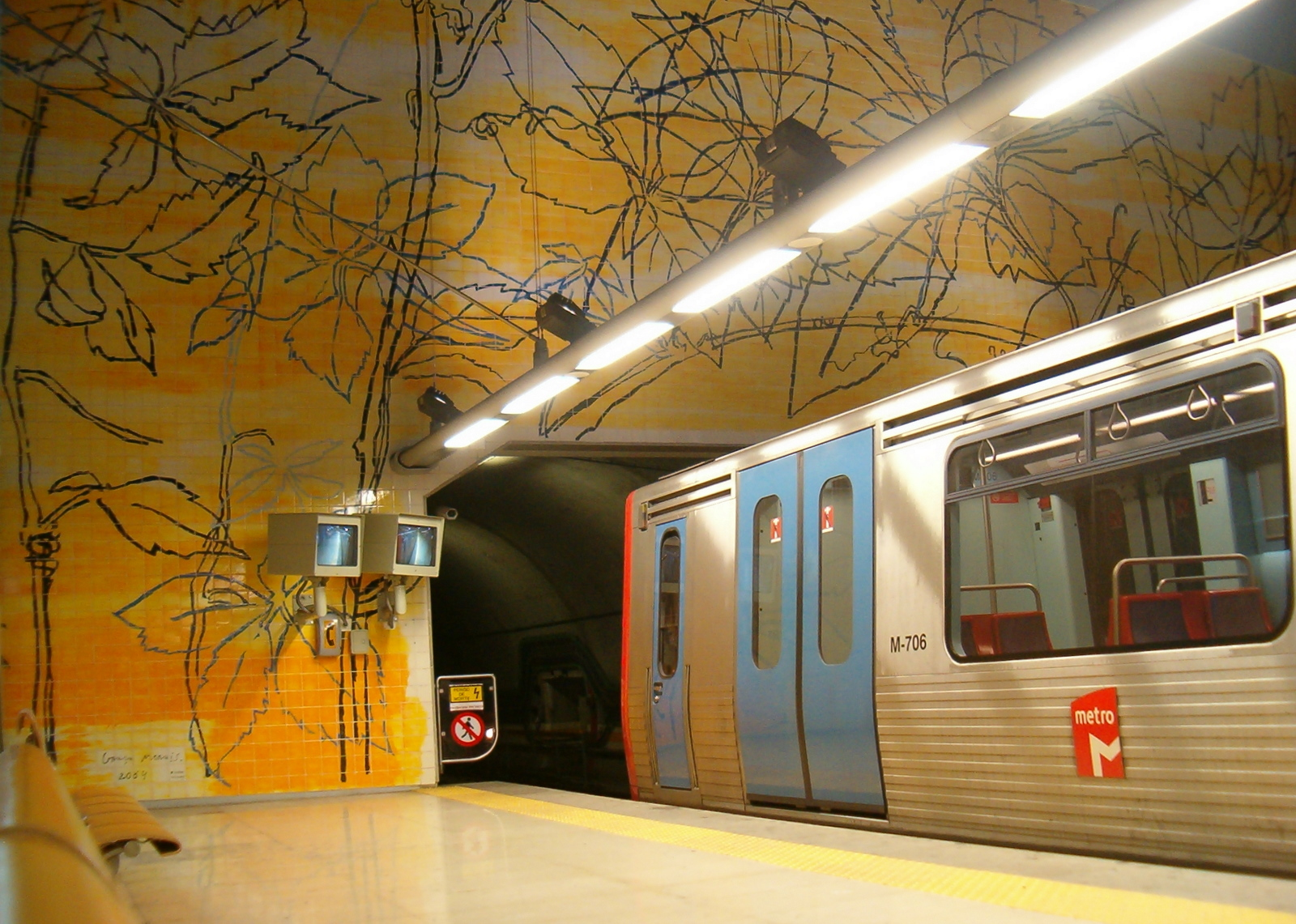
Передня частина поїзду
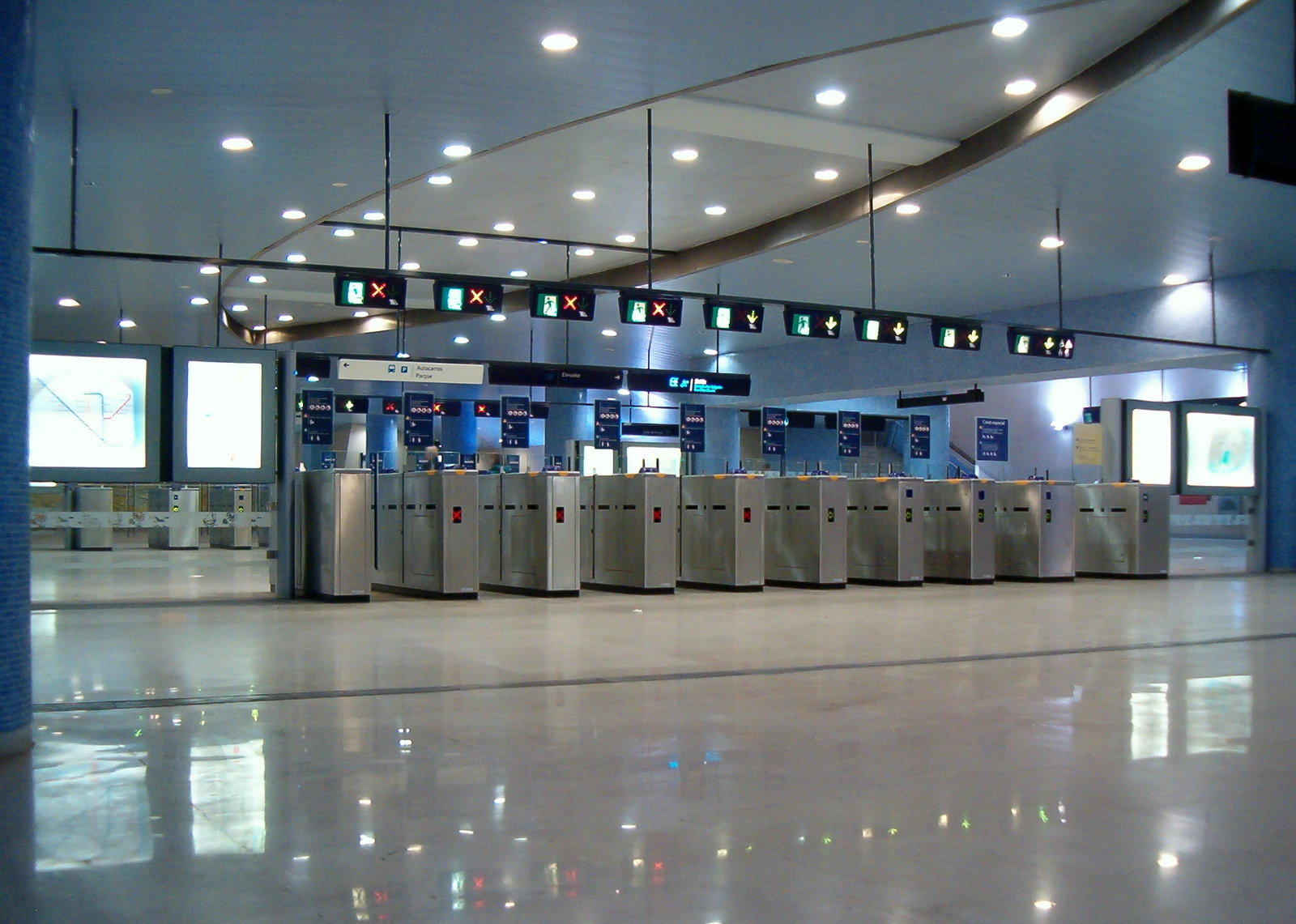
Пропускні турнікети
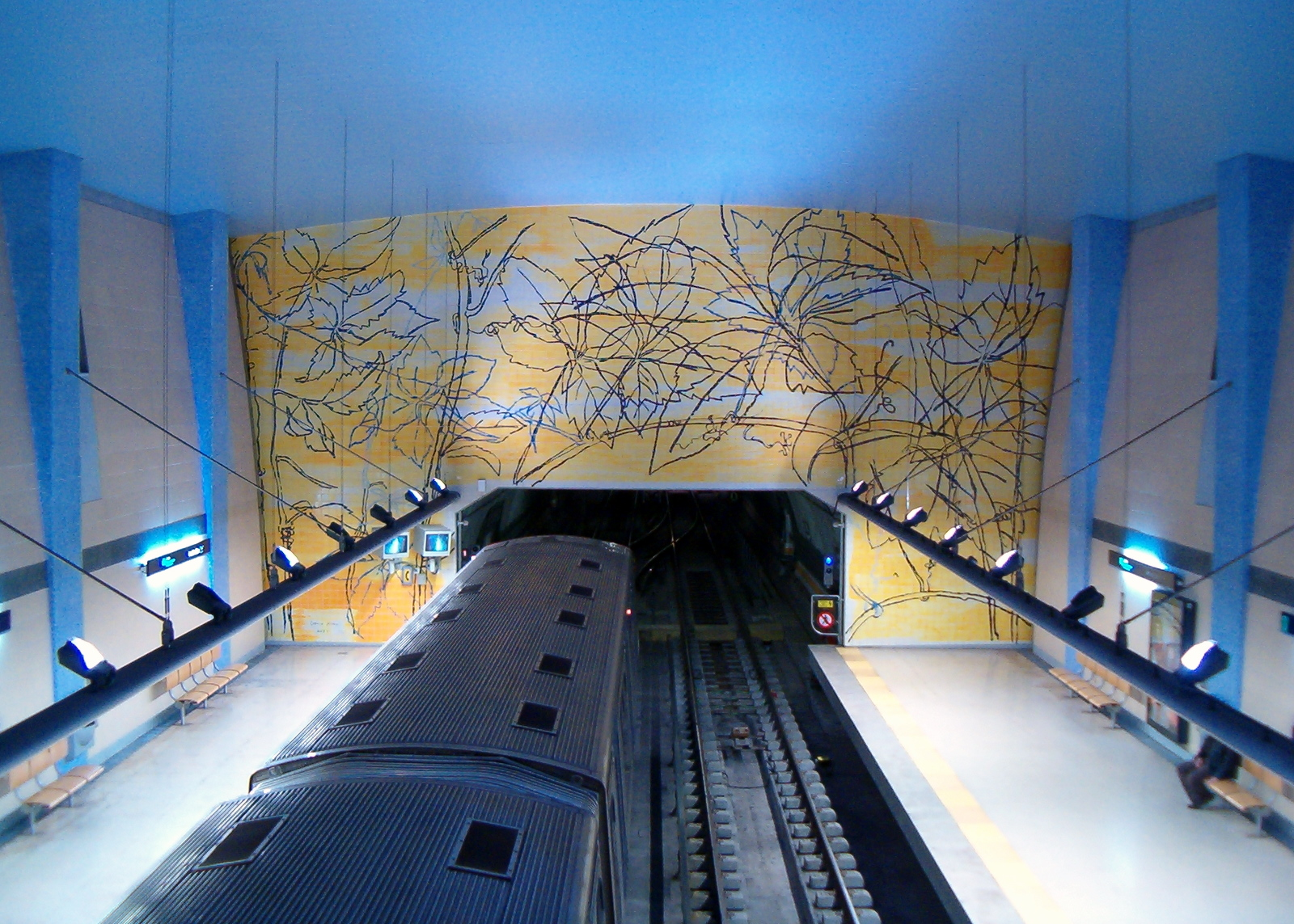
Станція «Амадора-Еште»
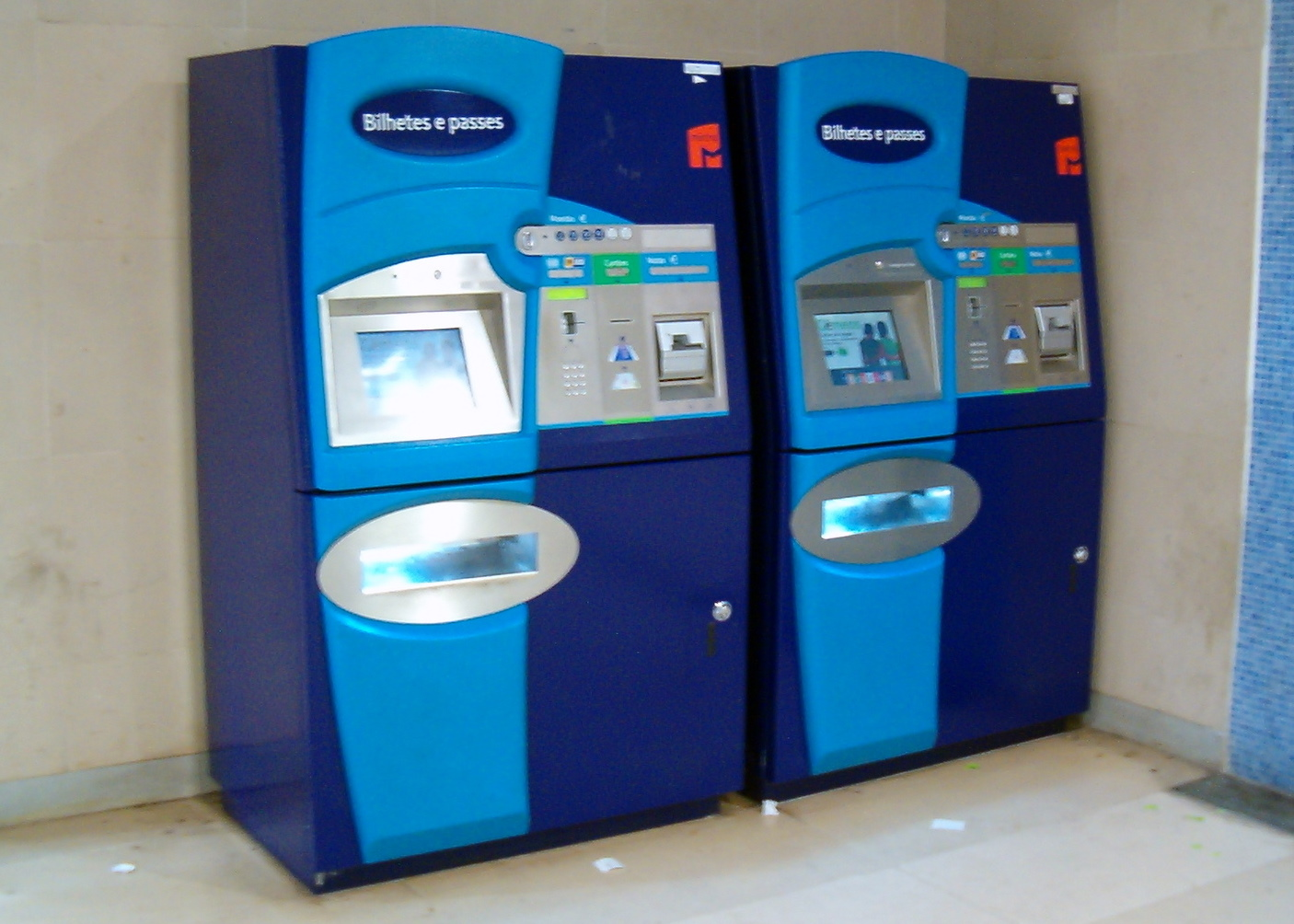
Пункти автоматичного продажу квитків
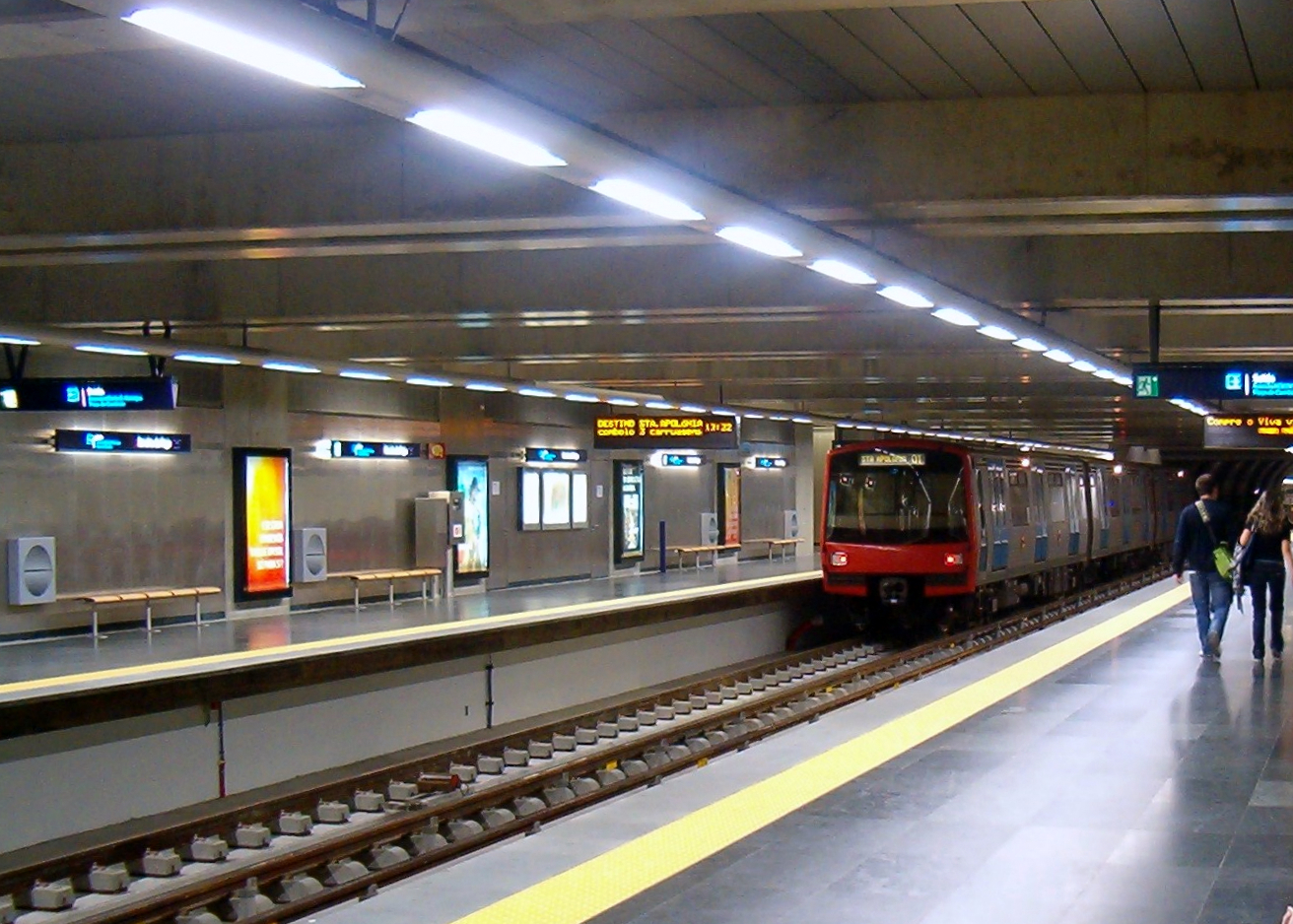
Станція «Террейру-ду-Пасу»